# Ноида
Ноида (на английски: Noida, акроним от New Okhla Industrial Development Authority – „администрация на индустриалното развитие на Нова Окла“, на хинди: नोएडा, Nōēḍā) е град в индийския щат Утар Прадеш, част от агломерацията на Делхи. Администрацията за управление на територията на новия град е основана на 17 април 1976 г. Въпреки че административен център на окръг Гаутамбуднагар, към който се отнася градът, е Сураджпур, в Ноида е разположена част от правителствените офиси на окръга.
Градът е разположен на 20 km от Ню Делхи, негови граници са реките Джамна и Хиндон и градовете Делхи и Газиабад. Населението на града към 2001 г. е около 300 хил., а към 2011 г., според преброяването, достига 642 381 души, повечето от които работят в Делхи. Градът е център на аутсорсинг на информационни технологии, автомобилна промишленост, киноиндустрия, телевизия и търговия.
Ноида е признат за най-хубавия град в щата Утар Прадеш и за най-добрия град в областта на жилищното строителство в цяла Индия в конкурса „Най-добър град“, проведен от ABP News през 2015 г. Той се смята за най-зеления град в Индия, тъй като почти 50% от площта му е заета от зелени площи, най-голям процент сред индийските градове. Ноида е 25-ият най-чист град сред индийските градове с по-малко от 1 000 000 души население.

## Икономика
В десетилетието след 2010 г. години Ноида се превръща в център на компании за разработка на софтуер и мобилни приложения, като Microsoft, Arm Holdings, HCL, Samsung and Barclays. Тези компании допринасят за икономиката на града със своите софтуерни продукти и износ на услуги в чуждестранна валута. През 2018 г. само Samsung е инвестирал около 750 млн. щ. д. в Ноида, в рамките на инициативата Make in India („Направено в Индия“).
Ноида е дом на Paytm, най-голямата в Индия стартираща компания с оценка над 1 млрд. щ. д. Paytm е компания за финансови услуги с множество начинания, включително електронна търговия, инвестиции във взаимни фондове, плащания на сметки за комунални услуги и плащания от човек на човек.